# Coracopsis
A hollópapagáj (Coracopsis) a madarak osztályának papagájalakúak (Psittaciformes) rendjébe  a sörtésfejűpapagáj-formák (Psittrichasinae) családjába és a Coracopseinae alcsaládjába tartozó egyetlen nem.

## Előfordulásuk
Afrika Délkeleti partjainál is élnek,  de elsődleges élőhelyük Madagaszkár.

## Rendszerezésük
A nembe az alábbi 4 faj tartozik:
- Seychelle-hollópapagáj (Coracopsis barklyi)
- Kis hollópapagáj (Coracopsis nigra)
- Comorei hollópapagáj (Coracopsis sibilans)
- Nagy hollópapagáj (Coracopsis vasa)